# Xanthorhoe maoriaria
Xanthorhoe maoriaria là một loài bướm đêm trong họ Geometridae.